# Реал Картахена
Реал Картахена (на испански: Real Cartagena) е колумбийски футболен отбор от Картахена, департамент Боливар. Основан е на 10 януари 1971 г. Има три шампионски титли в Категория Примера Б (рекорд във втора дивизия) и едно второ място в Категория Примера А.

## История
Отборът е създаден по идея на местната власт, след като в началото на 1971 г. Атлетико Букараманга се отказва от участие в първенството заради финансови затруднения. Така със съгласието на Димайор Реал Картахена заема неговото място в Категория Примера А, но само за един сезон, преди Атлетико да се завърне в елита. В следващите години Реал Картахена участва в аматьорското първенство на департамент Боливар, както и в националното, организирано от Колумбийската Футболна Федерация. В началото на 80-те години на 20 век тимът от своя страна изпада във финансова криза, но е спасен благодарение на отбора на Мийонариос, който открива детско-юношески школи в цялата страна и през 1983 г. подписва договор за сътрудничество с Реал. То трае до 1990 г., когато отборът сменя собственика си и е преименуван на Атлетико Картахена. Година по-късно отборът участва в първото издание на новосформираната Категория Примера Ц, където финишира на трето място. Това представяне се харесва на обществеността в Картахена и се подема кампания за завръщане в Категория Примера А. Тимът отново приема старото си име, а след като Димайор дава съгласието си, взима лиценза на фалиралия Спортинг де Баранкиля и така през 1992 г. Реал Картахена отново играе в елита, но след само един сезон изпада във втора дивизия. През 1999 г. е подписан договор за сътрудничество с Америка де Кали и няколко от играчите на Америка отиват под наем в Реал. Те спомагат за спечелването на шампионата и промоцията в Категория Примера А. Този път Реал Картахена остава в елита по-дълго от година и изпада през 2003 г., но още през 2004 г. отново става шампион. В турнира Финалисасион през 2005 г. тимът записва най-доброто си представяне в Категория Примера А, стигайки до финал, загубен от Депортиво Кали с общ резултат 2:1. Новото изпадане през 2007 г. е последвано от третата титла във втора дивизия през 2008 г. В периода 2009 – 2012 г. Реал отново играе в елитната дивизия, а след това – във втора.

## Играчи

### Известни бивши играчи
- Леонсио Рейналдо Алегрия
- Рене Игита
- Роберто Кабаняс
- Робинсон Сапата
- Фарид Мондрагон
- Хосе Нахера
- Рафаел Перес

## Успехи
- Категория Примера А:
  - Вицешампион (1): 2005 Ф
- Категория Примера Б:
  - Шампион (3): 1999, 2004, 2008
  - Трето място (2): 1997, 1998
- Купа на Колумбия:
  - Полуфинал (1): 2013

## Рекорди
- Най-голяма победа: 7:0 срещу Унион Магдалена, Купа на Колумбия, 16 юли 2014
- Най-голяма загуба: 6:0 срещу Мийонариос, Категория Примера А, 22 октомври 1992
- Най-много мачове: Леонсио Рейналдо Алегрия – 152
- Най-много голове: Хосе Нахера – 36